# Liste des cathédrales de Bulgarie
Cet article recense les cathédrales de Bulgarie.

## Liste
- Église orthodoxe bulgare
  - Cathédrale Sainte-Nédélia de Sofia
  - Cathédrale Alexandre-Nevski de Sofia

- Église catholique, rite byzantin bulgare
  - Cathédrale de la Dormition de Sofia
- Église catholique, rite latin
  - Cathédrale Saint-Louis de Plovdiv
  - Cathédrale Saint-Joseph de Sofia
  - Cathédrale Saint-Paul-de-la-Croix de Ruse